# Wereldkampioenschappen zwemmen 2013 – 4×200 meter vrije slag vrouwen
De 4×200 meter vrije slag voor vrouwen op de wereldkampioenschappen zwemmen 2013 in Barcelona vond plaats op 1 augustus 2013, series en finale. Na afloop van de series kwalificeerden de acht snelste ploegen zich voor de finale.

## Records
Voorafgaand aan het toernooi waren dit het wereldrecord en het kampioenschapsrecord
| Wereldrecord         | China Yang Yu Zhu Qianwei Liu Jing Pang Jiaying | 7.42,08 | Rome | 30 juli 2009 |
| Kampioenschapsrecord | China Yang Yu Zhu Qianwei Liu Jing Pang Jiaying | 7.42,08 | Rome | 30 juli 2009 |

## Uitslagen

### Series
| Rang | Serie | Baan | Namen                                                               | Land             | Tijd    | Bijz. |
| ---- | ----- | ---- | ------------------------------------------------------------------- | ---------------- | ------- | ----- |
| 1    | 1     | 3    | Ye Shiwen Shao Yiwen Guo Junjun Zhang Wenqing                       | China            | 7:52.50 | Q     |
| 2    | 1     | 4    | Brittany Elmslie Emma McKeon Ami Matsuo Alicia Coutts               | Australië        | 7:52.69 | Q     |
| 3    | 2     | 4    | Chelsea Chenault Karlee Bispo Madeline Dirado Jordan Mattern        | Verenigde Staten | 7:53.03 | Q     |
| 4    | 2     | 2    | Melanie Costa Patricia Castro Beatriz Gómez Mireia Belmonte         | Spanje           | 7:54.90 | Q     |
| 5    | 2     | 5    | Charlotte Bonnet Mylène Lazare Isabelle Mabboux Coralie Balmy       | Frankrijk        | 7:56.38 | Q     |
| 6    | 1     | 5    | Samantha Cheverton Barbara Jardin Brittany MacLean Savannah King    | Canada           | 7:56.64 | Q     |
| 7    | 2     | 6    | Chihiro Igarashi Haruka Ueda Yasuko Miyamoto Aya Takano             | Japan            | 7:56.98 | Q     |
| 8    | 2     | 3    | Alice Mizzau Martina de Memme Diletta Carli Federica Pellegrini     | Italië           | 7.57.41 | Q     |
| 9    | 1     | 6    | Viktoria Andrejeva Veronika Popova Maria Baklakova Ksenia Joeskova  | Rusland          | 7:59.12 |       |
| 10   | 2     | 7    | Jéssica Cavalheiro Manuella Lyrio Larissa Oliveira Carolina Queiroz | Brazilië         | 8:09.47 |       |
| 11   | 1     | 7    | Liliana Ibáñez Fernanda González Rita Medrano Susana Escobar        | Mexico           | 8:11.56 |       |
| 12   | 1     | 2    | Quah Ting Wen Lynette Lim Lim Xiang Qi Mylene Ong Chui Bin          | Singapore        | 8:15.91 |       |
| 13   | 2     | 1    | Park Jin-Young Hwang Seo-Jin An Se-Hyeon Han Na-Kyeong              | Zuid-Korea       | 8:32.98 |       |

### Finale
| Rang   | Baan | Namen                                                            | Land             | Tijd    | Bijz. |
| ------ | ---- | ---------------------------------------------------------------- | ---------------- | ------- | ----- |
| Goud   | 3    | Katie Ledecky Shannon Vreeland Karlee Bispo Missy Franklin       | Verenigde Staten | 7.45,14 |       |
| Zilver | 5    | Bronte Barratt Kylie Palmer Brittany Elmslie Alicia Coutts       | Australië        | 7.47,08 |       |
| Brons  | 2    | Camille Muffat Charlotte Bonnet Mylène Lazare Coralie Balmy      | Frankrijk        | 7.48,43 |       |
| 4      | 4    | Ye Shiwen Shao Yiwen Guo Junjun Qiu Yuhan                        | China            | 7.49,79 |       |
| 5      | 6    | Melanie Costa Patricia Castro Mireia Belmonte Beatriz Gómez      | Spanje           | 7.53,20 |       |
| 6      | 7    | Samantha Cheverton Barbara Jardin Brittany MacLean Savannah King | Canada           | 7.55,48 |       |
| 7      | 8    | Alice Mizzau Martina de Memme Diletta Carli Federica Pellegrini  | Italië           | 7.57,91 |       |
| 8      | 1    | Chihiro Igarashi Haruka Ueda Yasuko Miyamoto Aya Takano          | Japan            | 7.58,15 |       |